# Nuvolera
Nuvolera is een gemeente in de Italiaanse provincie Brescia (regio Lombardije) en telt 4010 inwoners (31-12-2004). De oppervlakte bedraagt 13,2 km², de bevolkingsdichtheid is 283 inwoners per km².

## Demografie
Nuvolera telt ongeveer 1511 huishoudens. Het aantal inwoners steeg in de periode 1991-2001 met 29,8% volgens cijfers uit de tienjaarlijkse volkstellingen van ISTAT.
| Jaar | Inwoneraantal |
| ---- | ------------- |
| 1991 | 2834          |
| 2001 | 3679          |

## Geografie
Nuvolera grenst aan de volgende gemeenten: Bedizzole, Botticino, Mazzano, Nuvolento, Rezzato, Serle.